# Sisyrinchium angustissimum
Sisyrinchium angustissimum är en irisväxtart som först beskrevs av Benjamin Lincoln Robinson och Jesse More Greenman, och fick sitt nu gällande namn av Jesse More Greenman och Charles Henry Thompson. Sisyrinchium angustissimum ingår i släktet gräsliljor, och familjen irisväxter. Inga underarter finns listade i Catalogue of Life.